# NGC 245
NGC 245 је спирална галаксија у сазвежђу Кит која се налази на NGC листи објеката дубоког неба.
Деклинација објекта је - 1° 43' 24" а ректасцензија 0h 46m 5,5s. Привидна величина (магнитуда) објекта NGC 245 износи 12,3 а фотографска магнитуда 13,1. NGC 245 је још познат и под ознакама UGC 476, MCG 0-3-5, MK 555, IRAS 00435-0159, UM 274, CGCG 384-4, PGC 2691.